# Mateo Seoane
Mateo Seoane (Vicente López, 9 febbraio 2004) è un calciatore argentino, centrocampista del Vélez Sarsfield.

## Carriera
Cresciuto nel settore giovanile del Vélez Sarsfield, il 7 maggio 2021 firma il primo contratto professionistico con il Fortín, valido fino al 2023; esordisce in prima squadra il 23 aprile 2022, nella partita di Copa de la Liga Profesional pareggiato per 1-1 contro il Barracas Central. Il 15 luglio seguente prolunga fino al 2025 con il club di Liniers.

## Statistiche

### Presenze e reti nei club
Statistiche aggiornate al 2 marzo 2025.
| Stagione               | Squadra                | Campionato             | Campionato | Campionato | Coppe nazionali | Coppe nazionali | Coppe nazionali | Coppe continentali | Coppe continentali | Coppe continentali | Altre coppe | Altre coppe | Altre coppe | Totale | Totale |
| Stagione               | Squadra                | Comp                   | Pres       | Reti       | Comp            | Pres            | Reti            | Comp               | Pres               | Reti               | Comp        | Pres        | Reti        | Pres   | Reti   |
| ---------------------- | ---------------------- | ---------------------- | ---------- | ---------- | --------------- | --------------- | --------------- | ------------------ | ------------------ | ------------------ | ----------- | ----------- | ----------- | ------ | ------ |
| 2022                   | Vélez Sarsfield        | PD                     | 8          | 0          | CA+CdL          | 1+1             | 0               | CL                 | 3                  | 0                  | -           | -           | -           | 13     | 0      |
| gen.-ago. 2023         | Vélez Sarsfield        | PD                     | 14         | 0          | CA+CdL          | 0               | 0               | -                  | -                  | -                  | -           | -           | -           | 14     | 0      |
| ago.-dic. 2023         | Talleres (C)           | PD                     | 0          | 0          | CA+CdL          | 0+1             | 0               | -                  | -                  | -                  | -           | -           | -           | 1      | 0      |
| 2024                   | Rentistas              | SD                     | 26         | 0          | -               | -               | -               | -                  | -                  | -                  | -           | -           | -           | 26     | 0      |
| 2025                   | Vélez Sarsfield        | PD                     | 0          | 0          | CA              | -               | -               | CL                 | -                  | -                  | SA          | -           | -           | 0      | 0      |
| Totale Vélez Sarsfield | Totale Vélez Sarsfield | Totale Vélez Sarsfield | 22         | 0          |                 | 2               | 0               |                    | 3                  | 0                  |             | -           | -           | 27     | 0      |
| Totale carriera        | Totale carriera        | Totale carriera        | 48         | 0          |                 | 3               | 0               |                    | 3                  | 0                  |             | -           | -           | 54     | 0      |